# Bujaraloz
Bujaraloz – gmina w Hiszpanii, w prowincji Saragossa, w Aragonii, o powierzchni 120,92 km². W 2011 roku gmina liczyła 1054 mieszkańców.